# Кудряев, Константин Сергеевич
Константин Сергеевич Кудряев (род. 1969 год) — российский пловец в ластах, заслуженный мастер спорта СССР. 15-кратный чемпион мира. Неоднократный победитель и призёр чемпионатов России, Европы и мира. В 1991 году был удостоен почётного звания — заслуженный мастер спорта СССР.